# Чемпионат России по футболу среди женщин 2012/2013
Чемпионат России по футболу среди женщин 2012/2013 — 21-й сезон Высшего дивизиона в системе женских футбольных лиг России. Это был второй по счёту сезон Высшего дивизиона, проходивший по системе «осень−весна», в следующем сезоне 2013, который начался через два месяца, был произведён возврат к системе «весна−осень». При этом, по результатам сезона 2012/13, согласно Регламенту проведения чемпионата, клубы между дивизионами не переходили.
Сезон начался 23 августа 2012 года и завершился 8 июня 2013 года. Чемпионом впервые стал клуб Зоркий (Красногорск), став первой командой в истории российского женского футбола, которая выигрывала и Второй, и Первый, и Высший дивизионы.

## Участники
Сводная статистика участников
учтены матчи завершённых сезонов
без учёта мячей забитых в сериях послематчевых пенальти
с учётом технических результатов
легенда
 — команда была Чемпионом
 — команда была вице-чемпионом
 — команда была бронзовый призёром
| команда       | команда       | сезоны | сезоны                          | Результаты выступлений | Результаты выступлений | Результаты выступлений | Результаты выступлений | Результаты выступлений | Результаты выступлений | Результаты выступлений | Результат в сезоне 2011/2012 | Примечания                             |
| наименование  | город         | #      | года                            | И                      | В                      | Н                      | П                      | ЗМ                     | ПМ                     | РМ                     | Результат в сезоне 2011/2012 | Примечания                             |
| ------------- | ------------- | ------ | ------------------------------- | ---------------------- | ---------------------- | ---------------------- | ---------------------- | ---------------------- | ---------------------- | ---------------------- | ---------------------------- | -------------------------------------- |
| Рязань-ВДВ    | Рязань        | 14     | 1997—2003, 2005—2011/2012       | 260                    | 132                    | 32                     | 96                     | 562                    | 374                    | +188                   | Высший дивизион, 7-е место   | ВДВ (1997—1999) Рязань-ТНК (2000—2003) |
| Кубаночка     | Краснодар     | 9      | 1992, 1996—2001, 2010—2011/2012 | 196                    | 54                     | 23                     | 119                    | 172                    | 333                    | -161                   | Высший дивизион, 6-е место   | Седин-Шисс (1992)                      |
| Россиянка     | Красноармейск | 8      | 2004—2011/2012                  | 152                    | 117                    | 22                     | 13                     | 524                    | 118                    | +406                   | Высший дивизион, 1-е место   |                                        |
| Звезда-2005   | Пермь         | 5      | 2007—2011/2012                  | 98                     | 71                     | 9                      | 18                     | 269                    | 96                     | +173                   | Высший дивизион, 4-е место   |                                        |
| ЦСП Измайлово | Москва        | 5      | 2007—2011/2012                  | 96                     | 37                     | 15                     | 44                     | 120                    | 142                    | -22                    | Высший дивизион, 5-е место   | ШВСМ Измайлово (2007—2011)             |
| Зоркий        | Красногорск   | 1      | 2011/2012                       | 28                     | 17                     | 4                      | 7                      | 58                     | 31                     | +27                    | Высший дивизион, 2-е место   |                                        |
| Мордовочка    | Саранск       | 1      | 2011/2012                       | 28                     | 4                      | 2                      | 22                     | 17                     | 96                     | -79                    | Высший дивизион, 8-е место   |                                        |
| Дончанка      | Азов          | —      | —                               | —                      | —                      | —                      | —                      | —                      | —                      | —                      | Первый дивизион, 2-е место   | дебютант                               |

1. ↑  не учтён сезон 2004 года: «Рязань-ВДВ» провела 2 матча и снялась с розыгрыша

Обладатель 3-го места  Высшего дивизиона 2011/2012 клуб «Энергия» (Воронеж), в связи с финансовыми трудностями, перешел во Второй дивизион.
Занявшее в Первом дивизионе 2011 первое место «Чертаново» (Москва), во второй раз, в связи с финансовыми трудностями, отказалось от выхода в Высший дивизион, и его место заняла «Дончанка» (Азов), занявшая 2-е место.
Клуб «ШВСМ (Школа высшего спортивного мастерства) Измайлово» в 2012 году стал «ЦСП (Центр спортивной подготовки) Измайлово».

## Регламент
Чемпионат в шестой раз прошел в два этапа (после сезонов 1999, 2001, 2004, 2005 и 2008).
- На первом этапе (с 23 августа 2012 по 29 апреля 2013) 8 команд играли между собой в два круга, дома и в гостях, каждая с каждой.
- На втором этапе (с 7 мая 2013 по 8 июня 2013) все команды разделились на две подгруппы в зависимости от занятых мест по итогам двухкругового турнира. Коллективы, занявшие места с 1-го по 4-е в два круга, каждая с каждой разыграли между собой призовые места и выявили Чемпиона России, обладатели мест с 5-го по 8-е аналогичным образом распределили между собой места с 5-го по 8-е.

## Турнирная таблица

### Первый этап
23 августа 2012 — 29 апреля 2013
| Поз | Команда                   | И  | В  | Н | П  | МЗ | МП | РМ  | О  | Квалификация или выбывание       |
| --- | ------------------------- | -- | -- | - | -- | -- | -- | --- | -- | -------------------------------- |
| 1   | Россиянка (Красноармейск) | 14 | 10 | 3 | 1  | 33 | 4  | +29 | 33 | Выход во Второй этап (1-4 места) |
| 2   | Зоркий (Красногорск)      | 14 | 10 | 2 | 2  | 30 | 12 | +18 | 32 | Выход во Второй этап (1-4 места) |
| 3   | Рязань-ВДВ (Рязань)       | 14 | 9  | 1 | 4  | 32 | 11 | +21 | 28 | Выход во Второй этап (1-4 места) |
| 4   | Звезда-2005 (Пермь)       | 14 | 6  | 2 | 6  | 17 | 16 | +1  | 20 | Выход во Второй этап (1-4 места) |
| 5   | ЦСП Измайлово (Москва)    | 14 | 6  | 2 | 6  | 22 | 24 | -2  | 20 | Выход во Второй этап (5-8 места) |
| 6   | Кубаночка (Краснодар)     | 14 | 3  | 2 | 9  | 13 | 25 | -12 | 11 | Выход во Второй этап (5-8 места) |
| 7   | Мордовочка (Саранск)      | 14 | 2  | 4 | 8  | 7  | 31 | -24 | 10 | Выход во Второй этап (5-8 места) |
| 8   | Дончанка (Азов)           | 14 | 1  | 2 | 11 | 6  | 37 | -31 | 5  | Выход во Второй этап (5-8 места) |

### Второй этап
7 мая 2013 — 8 июня 2013

#### За 1-4 места
| Поз | Команда                   | И  | В  | Н | П | МЗ | МП | РМ  | О  | Квалификация или выбывание |
| --- | ------------------------- | -- | -- | - | - | -- | -- | --- | -- | -------------------------- |
|     | Зоркий (Красногорск)      | 20 | 14 | 3 | 3 | 42 | 19 | +23 | 45 | Плей-офф Лиги чемпионов    |
|     | Россиянка (Красноармейск) | 20 | 12 | 4 | 4 | 42 | 13 | +29 | 40 | Плей-офф Лиги чемпионов    |
|     | Рязань-ВДВ (Рязань)       | 20 | 11 | 3 | 6 | 37 | 17 | +20 | 36 |                            |
| 4   | Звезда-2005 (Пермь)       | 20 | 7  | 4 | 9 | 18 | 21 | -3  | 25 |                            |

#### За 5-8 места
| Поз | Команда                | И  | В | Н | П  | МЗ | МП | РМ  | О  | Квалификация или выбывание |
| --- | ---------------------- | -- | - | - | -- | -- | -- | --- | -- | -------------------------- |
| 5   | ЦСП Измайлово (Москва) | 20 | 9 | 3 | 8  | 31 | 32 | -1  | 30 |                            |
| 6   | Кубаночка (Краснодар)  | 20 | 8 | 2 | 10 | 29 | 27 | +2  | 26 |                            |
| 7   | Мордовочка (Саранск)   | 20 | 4 | 5 | 11 | 13 | 41 | -28 | 17 |                            |
| 8   | Дончанка (Азов)        | 20 | 2 | 2 | 16 | 8  | 50 | -42 | 8  |                            |

## Результаты матчей
| Команда                   | Зоркий | Россиянка | Рязань-ВДВ | Звезда-2005 | ЦСП Измайлово | Кубаночка | Мордовочка | Дончанка |
| ------------------------- | ------ | --------- | ---------- | ----------- | ------------- | --------- | ---------- | -------- |
| Зоркий (Красногорск)      |        | 1:0       | 2:0        | 3:0         | 2:1           | 2:1       | 5:0        | 0:3      |
| Зоркий (Красногорск)      | 3:3    | 3:1       | 1:0        | —           | —             | —         | —          |          |
| Россиянка (Красноармейск) | 1:0    |           | 2:1        | 2:1         | 7:0           | 2:0       | 1:1        | 3:0      |
| Россиянка (Красноармейск) | 1:3    | 1:2       | 3:0        | —           | —             | —         | —          |          |
| Рязань-ВДВ (Рязань)       | 0:2    | 0:2       |            | 1:0         | 1:0           | 2:0       | 1:1        | 5:0      |
| Рязань-ВДВ (Рязань)       | 1:2    | 1:0       | 0:0        | —           | —             | —         | —          |          |
| Звезда-2005 (Пермь)       | 3:3    | 0:0       | 0:2        |             | 1:2           | 0:2       | 1:0        | 2:0      |
| Звезда-2005 (Пермь)       | 1:0    | 0:1       | 0:0        | —           | —             | —         | —          |          |
| ЦСП Измайлово (Москва)    | 1:3    | 0:0       | 2:4        | 1:2         |               | 3:2       | 0:0        | 5:1      |
| ЦСП Измайлово (Москва)    | —      | —         | —          | —           | 1:0           | 3:0       | 2:1        |          |
| Кубаночка (Краснодар)     | 0:0    | 0:5       | 0:4        | 0:2         | 1:2           |           | 2:0        | 3:0      |
| Кубаночка (Краснодар)     | —      | —         | —          | —           | 4:1           | 2:0       | 3:0        |          |
| Мордовочка (Саранск)      | 1:4    | 0:4       | 0:7        | 0:3         | 0:2           | 2:1       |            | 2:0      |
| Мордовочка (Саранск)      | —      | —         | —          | —           | 2:2           | 0:3       | 3:0        |          |
| Дончанка (Азов)           | 1:3    | 0:4       | 0:4        | 0:2         | 0:3           | 1:1       | 0:0        |          |
| Дончанка (Азов)           | —      | —         | —          | —           | 1:0           | 0:4       | 0:1        |          |

 Домашняя победа  •  Ничья •  Домашнее поражение
1. ↑  Технический результат

## Статистика чемпионата

### Лучшие бомбардиры
| Место | Игрок           | Клуб          | Голы (с пенальти) |
| ----- | --------------- | ------------- | ----------------- |
| 1     | Олеся Курочкина | ЦСП Измайлово | 16 (4)            |
| 2     | Елена Данилова  | Рязань-ВДВ    | 15 (2)            |
| 3     | Памела Конти    | Зоркий        | 12 (6)            |
| 4     | Елена Морозова  | Зоркий        | 10                |
| 5     | Мария Руис      | Зоркий        | 8                 |
| 5     | Наталья Шляпина | Россиянка     | 8 (4)             |

### Рекорды сезона
- Самая крупная победа хозяев (+7): 7:0 в матче «Россиянка»—«ЦСП Измайлово», 8 октября 2012
- Самая крупная победа гостей (+7): 0:7 в матче «Мордовочка»—«Рязань-ВДВ», 29 апреля 2013
- Наибольшее количество забитых мячей в одном матче (7): 7:0 в матче «Россиянка»—«ЦСП Измайлово», 8 октября 2012 и 0:7 в матче «Мордовочка»—«Рязань-ВДВ», 29 апреля 2013
- Наибольшее количество голов, забитых одной командой в матче (7): 7:0 в матче «Россиянка»—«ЦСП Измайлово», 8 октября 2012 и 0:7 в матче «Мордовочка»—«Рязань-ВДВ», 29 апреля 2013
- Самый популярный счёт (2:0): 14 раз (17,72% от всех матчей)

## 33 лучших игрока сезона
По итогам сезона РФС традиционно определил 33 лучших футболисток сезона 2012/13. Кроме того, лучшей футболисткой сезона была признана Елена Морозова («Зоркий»), лучшим тренером — Горан Алексич («Звезда-2005»), лучшим арбитром — Марина Мамаева (Самара), а лучшей командой — «Зоркий».
| Позиция | Вратарь                        | Защитники                    | Защитники                     | Защитники                      | Защитники                   | Полузащитники               | Полузащитники                     | Полузащитники                  | Полузащитники                        | Нападающие                      | Нападающие                       |
| Позиция | Вратарь                        | Правый                       | Центральный                   | Центральный                    | Левый                       | Правый                      | Опорный                           | Центральный                    | Левый                                | Правый                          | Левый                            |
| ------- | ------------------------------ | ---------------------------- | ----------------------------- | ------------------------------ | --------------------------- | --------------------------- | --------------------------------- | ------------------------------ | ------------------------------------ | ------------------------------- | -------------------------------- |
| 1       | Эльвира Тодуа (Россиянка)      | Ольга Петрова (Россиянка)    | Ксения Цыбутович (Рязань-ВДВ) | Анастасия Костюкова (Зоркий)   | Елена Медведь (Зоркий)      | Екатерина Морозова (Зоркий) | Валентина Савченкова (Рязань-ВДВ) | Памела Конти (Зоркий)          | Екатерина Сочнева (Зоркий)           | Олеся Курочкина (ЦСП Измайлово) | Мария Руис (Зоркий)              |
| 2       | Екатерина Самсон (Звезда-2005) | Тони Прессли (Рязань-ВДВ)    | Дарья Макаренко (Звезда-2005) | Юлия Гордеева (ЦСП Измайлово)  | Елена Суслова (Звезда-2005) | Елена Терехова (Рязань-ВДВ) | Татьяна Скотникова (Россиянка)    | Людмила Пекур (Рязань-ВДВ)     | Екатерина Степаненко (ЦСП Измайлово) | Елена Данилова (Рязань-ВДВ)     | Нелли Коровкина (ЦСП Измайлово)  |
| 3       | Вероника Шульга (Рязань-ВДВ)   | Наталья Саратовцева (Зоркий) | Алла Лишафай (Зоркий)         | Валентина Орлова (Звезда-2005) | Наталья Перцева (Россиянка) | Фабиана (Россиянка)         | Мария Дьячкова (Звезда-2005)      | Дарья Апанащенко (Звезда-2005) | Вера Дятел (Зоркий)                  | Наталья Шляпина (Россиянка)     | Анастасия Поздеева (Звезда-2005) |